# Suprafață tangentă desfășurabilă

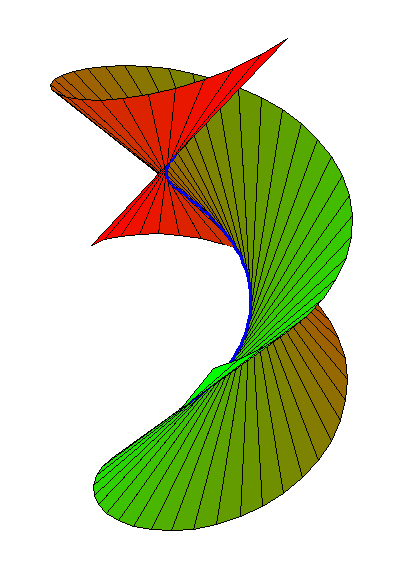
Suprafața tangentă desfășurabilă a unei elice

În geometria diferențială a suprafețelor⁠(d) o suprafață tangentă desfășurabilă este un tip de suprafață desfășurabilă obținută dintr-o curbă în spațiu ca suprafața formată din tangentele la curbă. O astfel de suprafață este și anvelopa⁠(d) planelor tangente la curbă.

## Istoric
Suprafețele tangente desfășurabilă au fost studiate de Leonhard Euler în 1772. Până atunci, singurele suprafețe desfășurabile cunoscute erau conurile generalizate și cilindrii. Euler a arătat că suprafețele tangente desfășurabile sunt desfășurabile și că fiecare suprafață desfășurabilă este de unul dintre aceste tipuri.

## Parametrizare
Fie {\displaystyle \gamma (t)} o parametrizare a unei curbe în spațiu netede. Adică, {\displaystyle \gamma } este o funcție derivabilă de două ori, care aplică argumentul său {\displaystyle t} (un număr real) la un punct din spațiu; curba este imaginea lui {\displaystyle \gamma }. Apoi, o suprafață bidimensională, tangentă desfășurabilă a lui {\displaystyle \gamma }, poate fi parametrizată de funcția.
{\displaystyle (s,t)\mapsto \gamma (t)+s\gamma {\,'}(t).}
Curba inițială formează o frontieră a suprafeței tangente desfășurabile și se numește directoare. Această curbă este obținută prin desfășurarea mai întâi a suprafeței în plan, și apoi luând în considerare imaginea dreptelor generatoare⁠(d) de pe suprafață. Anvelopa acestei familii de drepte este o curbă plană. Intuitiv, este o curbă de-a lungul căreia suprafața trebuie să fie îndoită în timpul procesului de desfășurare în plan.

## Proprietăți

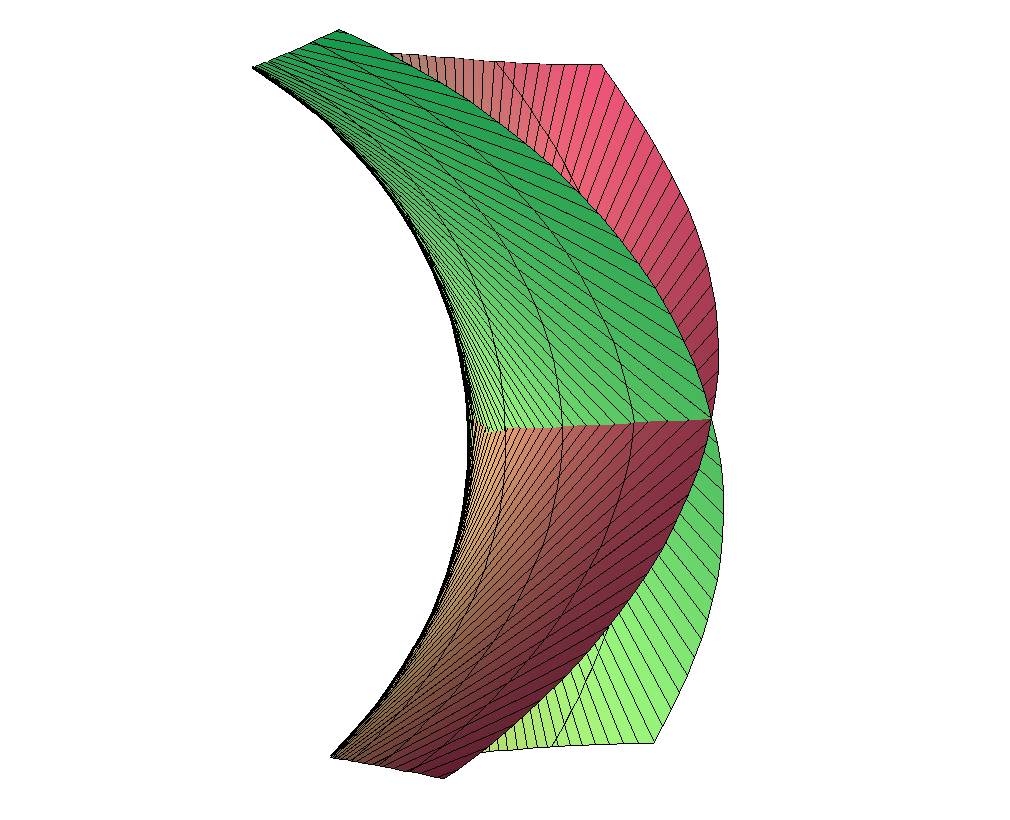
Tangenta desfășurabilă a unei curbe cu torsiune zero

Tangenta desfășurabilă este o suprafață desfășurabilă, adică este o suprafață cu curbură gaussiană⁠(d). Este unul dintre cele trei tipuri fundamentale de suprafețe desfășurabile, celelalte două fiind conurile generalizate (suprafața generată de o familie unidimensională de drepte care trec printr-un punct fix) și cilindrii (suprafețe generate de o familie unidimensională de drepte paralele). (planul este uneori considerat al patrulea tip, sau poate fi văzut ca un caz particular al oricăruia dintre aceste două tipuri.) Orice suprafață desfășurabilă din spațiul tridimensional poate fi formată prin lipirea împreună de piese din aceste trei tipuri. De aici rezultă că orice suprafață desfășurabilă este o suprafață riglată⁠(d), o reuniune a unei familii de drepte. Însă nu orice suprafață riglată este desfășurabilă, un contraexemplu fiind elicoidul.
Tangenta desfășurabilă unei curbe care are un punct cu torsiune zero va avea o autointersectare.